# Ptiloteina nigricola
Ptiloteina nigricola is een vlinder uit de familie stippelmotten (Yponomeutidae). De wetenschappelijke naam van deze soort is voor het eerst geldig gepubliceerd in 1912 door Edward Meyrick.
De soort komt voor in het Afrotropisch gebied.